# ライジング・サン (カクテル)
ライジング・サン（英: Rising Sun）はテキーラをベースとしたカクテル。
考案者は今井清。1963年に開催された「調理師法施行10周年記念カクテル・コンペティション」において厚生大臣賞を受賞したカクテルである。

## レシピ
レシピ
- テキーラ - 30ml
- シャルトリューズ（イエロー） - 20ml
- コーディアル・ライムジュース - 10ml
- スロー・ジン - 1tsp
- マラスキーノ・チェリー - 1個

作り方1
1. マラスキーノ・チェリーを除いた材料をシェイクする。
2. 塩でスノースタイルにしたカクテルグラスに注ぎ、マラスキーノ・チェリーを飾る。

作り方2
1. マラスキーノ・チェリーとスロー・ジンを除いた材料をシェイクする。
2. 塩でスノースタイルにしたカクテルグラスに注ぎ、スロー・ジンをカクテル表面に注ぐ。マラスキーノ・チェリーはグラスに沈める。